# 马利厄斯陨石坑
马利厄斯陨石坑（Marius）是位于月球正面风暴洋中部的一座大撞击坑，约形成于38.5-38亿年前的早雨海世，其名称取自德国天文学家西蒙·马里乌斯(1570年-1624年)，1935年被国际天文学联合会正式接受。

## 描述

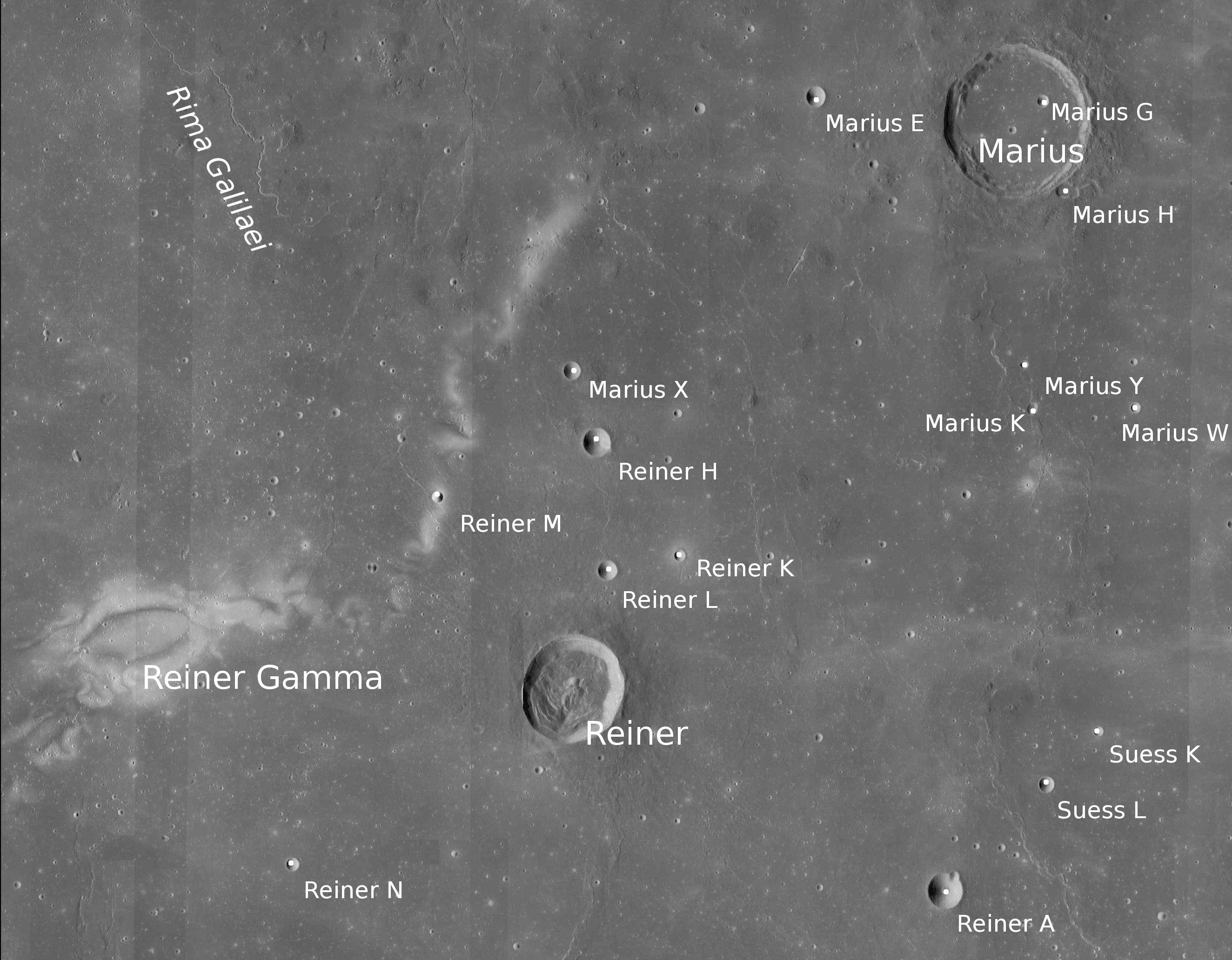
马利厄斯陨石坑的周边，月球勘测轨道飞行器拍摄。

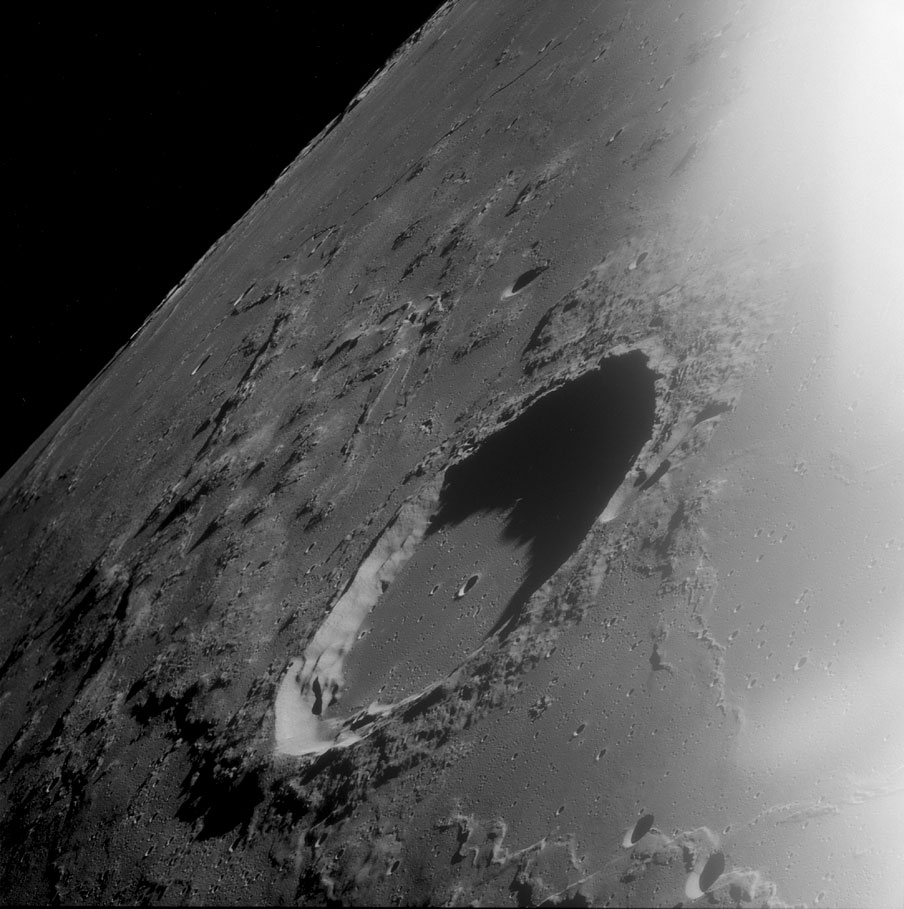
阿波罗12号拍摄的照片，清楚地显示了陨坑后面的月丘。

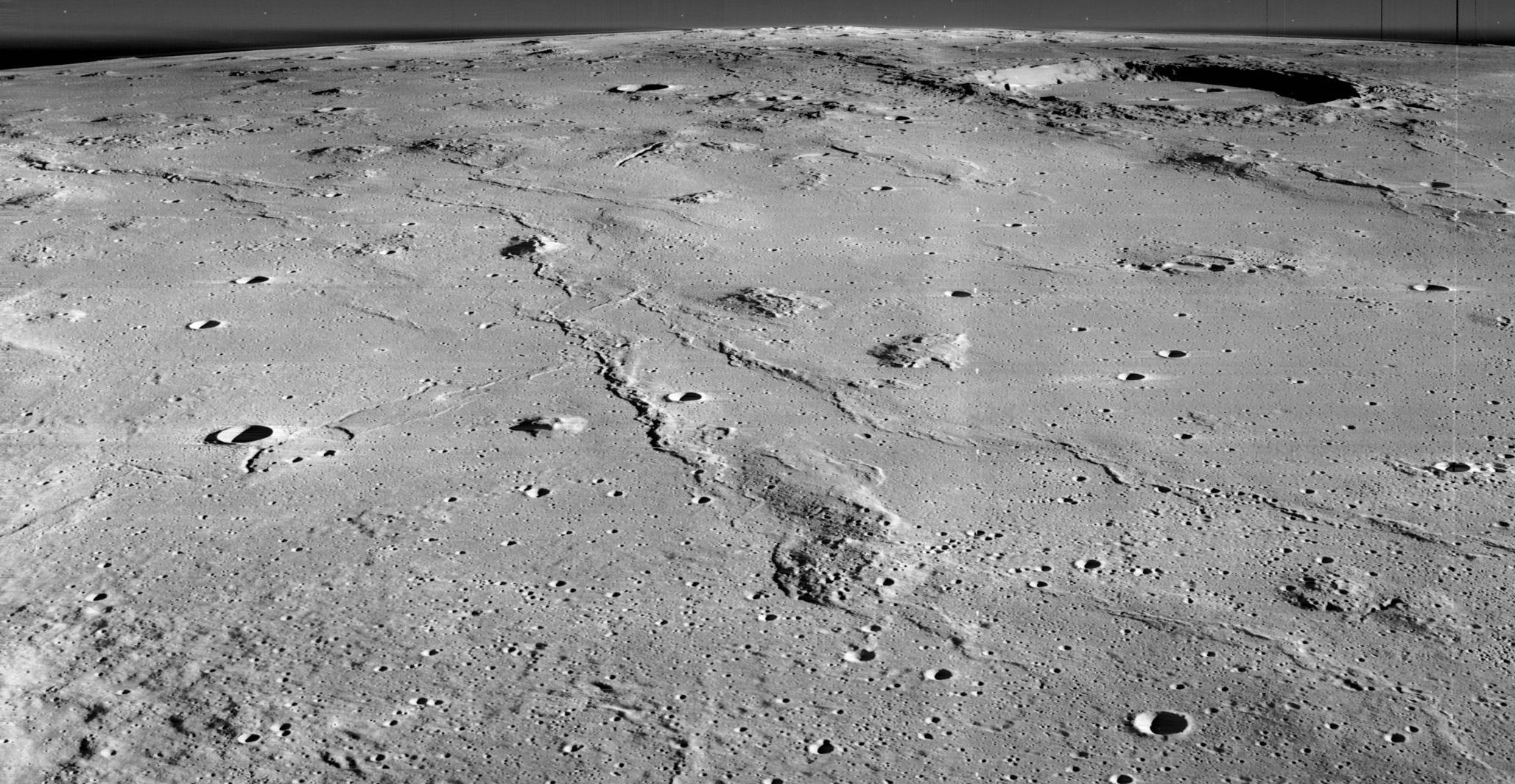
月球轨道器2号拍摄的马利厄斯丘陵东向斜视图，右上角为马利厄斯陨石坑。

该陨坑西南靠近赖纳尔陨石坑、北面毗邻更年轻的希罗多德陨石坑，略小的开普勒陨石坑和修斯陨石坑位于它的东面和东南偏南邻，西南则是坐落了高反照率赖纳尔伽玛的区域。沿马利厄斯陨石坑的西、北和东南偏南分别蜿蜒着伽利略月溪、马利厄斯月溪和修斯月溪。
该陨坑中心月面坐标为11°54′N 50°50′W / 11.9°N 50.84°W，直径40.09公里，
深约2.19公里。
马利厄斯陨石坑外观接近圆状，几乎未受到较大的破坏。陨坑宽厚的外壁略有磨损，南北二端呈鞍状下凹，沿东南壁切开了一道蜿蜒的山谷，但整体轮廓仍保持清晰。环狭窄陡峭的内壁上分布有阶坡状结构。马利厄斯陨石坑坑壁最大高出周边地形1030米，
内部容积约为1201.13公里3。坑底表面已被低反照率的玄武岩熔岩淹没、抚平，但分布有数处具有高反照率的小区域，坑内没有中央峰，中心点略西处有一座无名的小杯状坑，靠东北坐落了卫星坑"马利厄斯 G"。来自东南偏东开普勒陨石坑的射纹束一直抵达了马利厄斯陨石坑的边缘。
在马利厄斯陨石坑西面和北面方圆100公里的范围内分布了大量可能起源于火山，被作"马利厄斯丘陵"的月丘。这些月丘如果是火山的话，则可能是由比形成玄武岩月海的火山物质更黏稠的岩浆所构成。
2009年，在陨坑周边一条月溪中，发现了一处可能是熔岩管的天窗口。日本辉夜姬号探测器观测结果表明，该洞穴直径约65米，深90米，洞顶厚约25米。如果该地下熔岩管的长度足够的话，这将是未来月球开拓的一个潜在居留地。

## 卫星陨石坑
按惯例，最靠近马利厄斯陨石坑的卫星坑在月图上以字母标注在该坑中心点的旁边。
| 马利厄斯 | 纬度    | 经度    | 直径    |
| -------- | ------- | ------- | ------- |
| A        | 12.6° N | 46.0° W | 15 公里 |
| B        | 16.3° N | 47.3° W | 12 公里 |
| C        | 14.0° N | 47.6° W | 11 公里 |
| D        | 11.4° N | 45.0° W | 9 公里  |
| E        | 12.1° N | 52.7° W | 6 公里  |
| F        | 12.1° N | 45.3° W | 6 公里  |
| G        | 12.1° N | 50.6° W | 3 公里  |
| H        | 11.3° N | 50.3° W | 5 公里  |
| J        | 10.5° N | 46.9° W | 3 公里  |
| K        | 9.4° N  | 50.6° W | 4 公里  |
| L        | 15.9° N | 55.7° W | 8 公里  |
| M        | 17.4° N | 54.9° W | 6 公里  |
| N        | 18.7° N | 54.7° W | 4 公里  |
| P        | 17.9° N | 51.3° W | 4 公里  |
| Q        | 16.5° N | 56.2° W | 5 公里  |
| R        | 13.6° N | 50.3° W | 5 公里  |
| S        | 13.9° N | 47.1° W | 7 公里  |
| U        | 9.6° N  | 47.6° W | 3 公里  |
| V        | 9.9° N  | 48.3° W | 2 公里  |
| W        | 9.4° N  | 49.7° W | 3 公里  |
| X        | 9.7° N  | 54.9° W | 5 公里  |
| Y        | 9.8° N  | 50.7° W | 2 公里  |

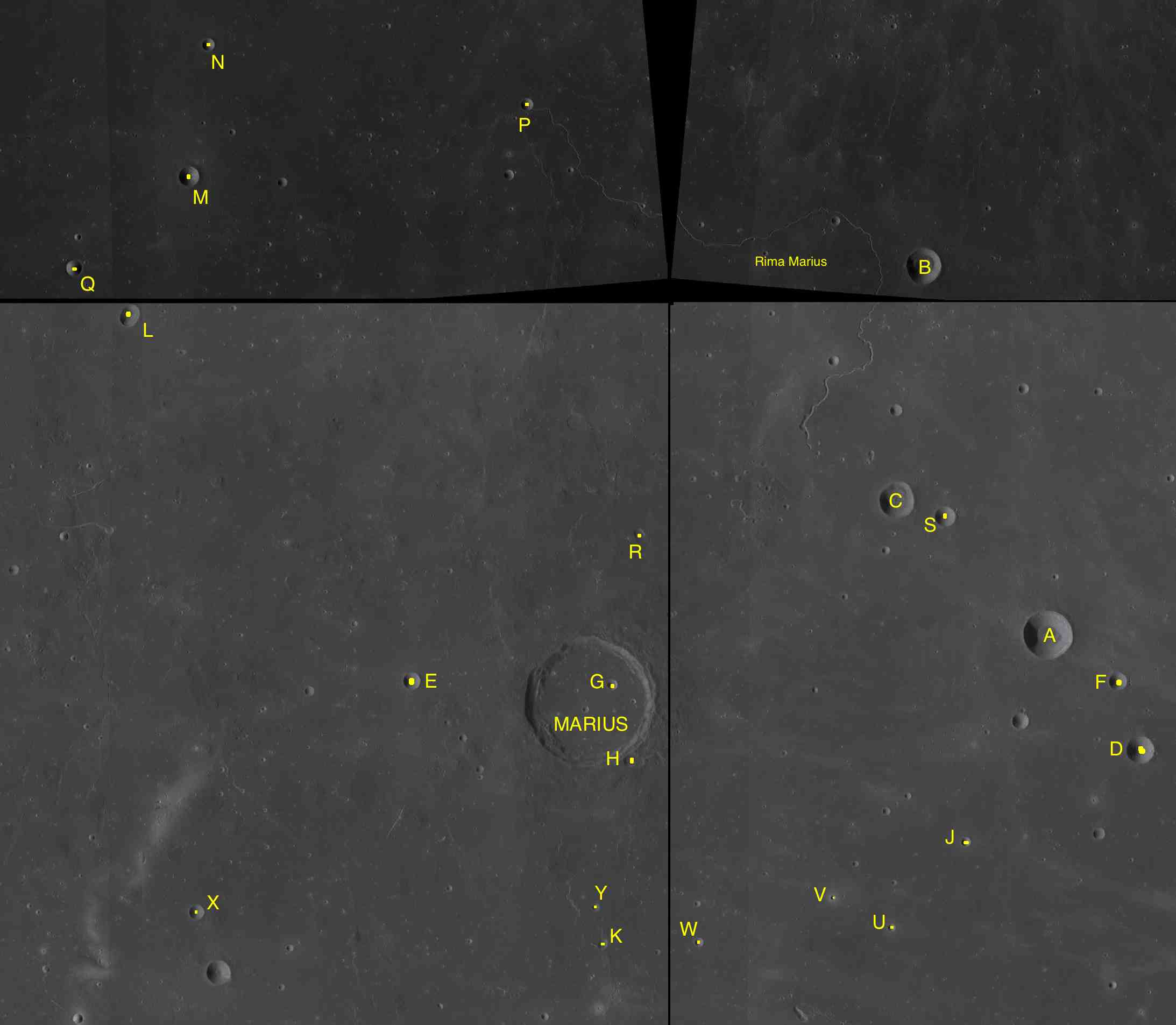
LAC-38、LAC-39、LAC-56和LAC-57 拼接图

- 卫星坑"马利厄斯 A"、"马利厄斯 C"和"马利厄斯 D"约形成于爱拉托逊纪[1]。

## 探测器降落点
- 1965年10月7日前苏联月球7号坠落在马利厄斯陨石坑东南约50公里处，月面坐标 9°48′N 47°48′W / 9.8°N 47.8°W。
- 马利厄斯陨石坑所在区域原先曾被列为阿波罗15号的探索目标之一，但后来该次任务改选为哈德利山-亚平宁山脉区。随后，该陨坑被作为阿波罗20号任务的备份目标，但最终这次登月计划被取消了。

## 图集

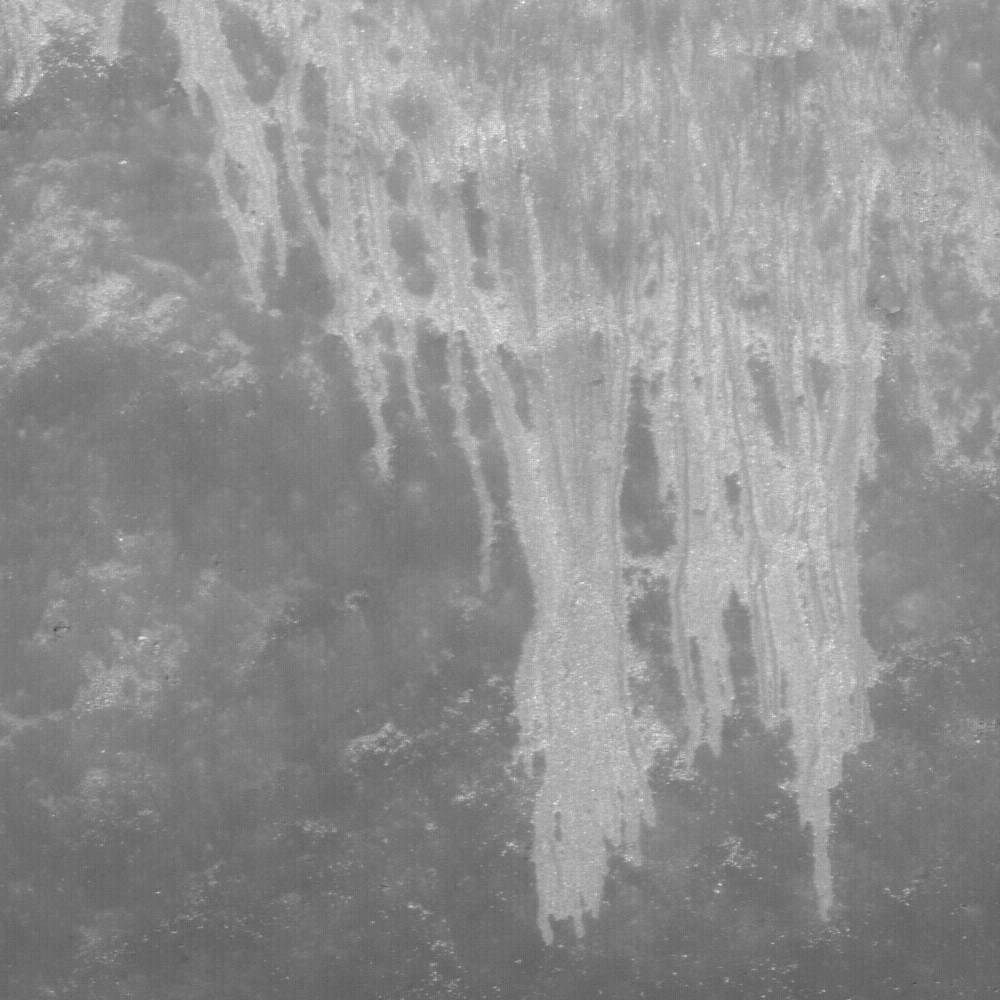
马利厄斯陨石坑内侧坡上崩塌的岩石，月球勘测轨道飞行器拍摄，图像宽度510米。
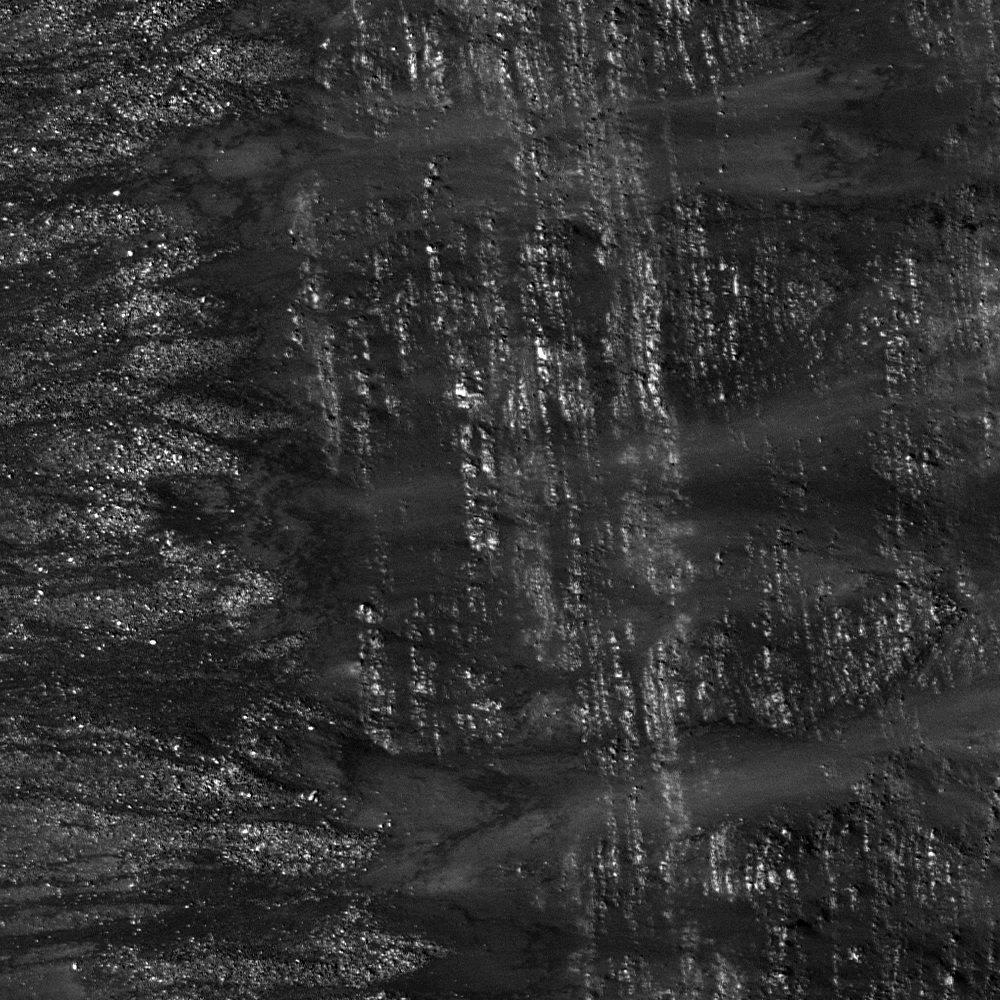
卫星坑"马利厄斯 A"内壁上的月海玄武岩层，部分覆盖了碎岩屑，图片右边为坑壁，左边是坑底，图像宽度460米。
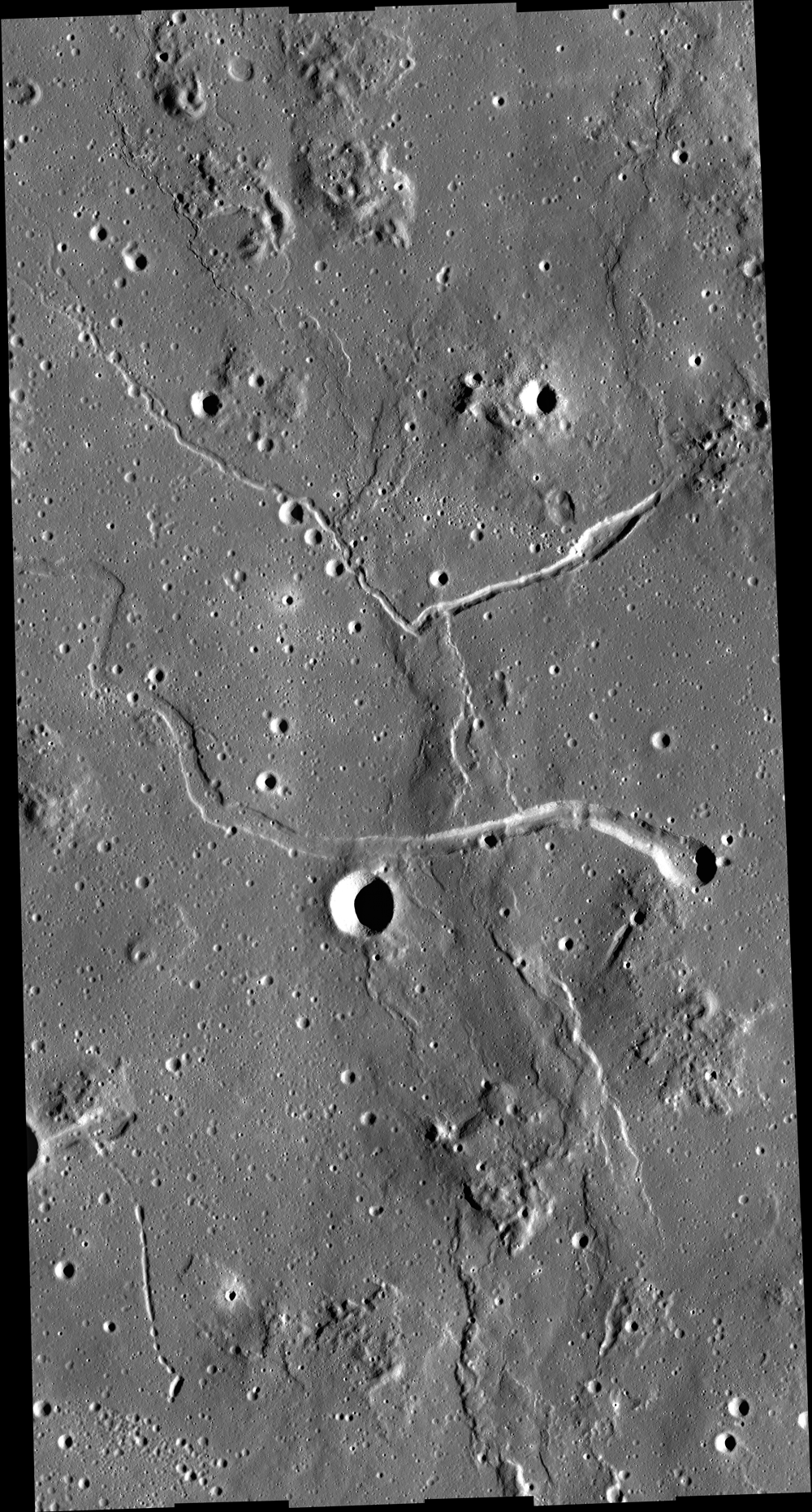
马利厄斯丘陵，月球勘测轨道飞行器拍摄。

## 另请参阅
- Andersson, L. E.; Whitaker, E. A. . NASA RP-1097. 1982.
- Blue, Jennifer. . USGS. July 25, 2007  [2007-08-05]. （原始内容存档于2015-05-26）. （页面存档备份，存于）
- Bussey, B.; Spudis, P. . New York: Cambridge University Press. 2004. ISBN 978-0-521-81528-4.
- Cocks, Elijah E.; Cocks, Josiah C. . Tudor Publishers. 1995. ISBN 978-0-936389-27-1.
- McDowell, Jonathan. . Jonathan's Space Report. July 15, 2007  [2007-10-24]. （原始内容存档于2015-01-12）. （页面存档备份，存于）
- Menzel, D. H.; Minnaert, M.; Levin, B.; Dollfus, A.; Bell, B. . Space Science Reviews. 1971, 12 (2): 136–186. Bibcode:1971SSRv...12..136M. doi:10.1007/BF00171763.
- Moore, Patrick. . Sterling Publishing Co. 2001. ISBN 978-0-304-35469-6.
- Price, Fred W. . Cambridge University Press. 1988. ISBN 978-0-521-33500-3.
- Rükl, Antonín. . Kalmbach Books. 1990. ISBN 978-0-913135-17-4.
- Webb, Rev. T. W.  6th revised. Dover. 1962. ISBN 978-0-486-20917-3.
- Whitaker, Ewen A. . Cambridge University Press. 1999. ISBN 978-0-521-62248-6.
- Wlasuk, Peter T. . Springer. 2000. ISBN 978-1-85233-193-1.